# SN 2009nd
SN 2009nd – supernowa typu Ia odkryta 9 listopada 2009 roku w galaktyce A020053+1352. W momencie odkrycia miała maksymalną jasność 19,30m.